# اولاد سی سلیمان
اولاد سی سلیمان (به عربی: أولاد سی سلیمان) یک شهرداری در الجزایر است که در استان باتنه واقع شده‌است.